# ミネソタ・ティンバーウルブズ
ミネソタ・ティンバーウルブズ（Minnesota Timberwolves）は、アメリカ合衆国ミネソタ州ミネアポリス市に本拠を置く全米プロバスケットボール協会 (NBA) のチーム。ウェスタン・カンファレンス、ノースウェスト・ディビジョン所属。チーム名の「ティンバーウルフ（シンリンオオカミ）」はミネソタ州などに生息するオオカミの一種。「ティンバーウルブズ」を略して「ウルブズ」と呼ぶこともある。

## 歴史

### 創成期
1989年にミネソタ・ティンバーウルブズ（ウルブズ）がNBAに加わる以前、ミネソタ州ミネアポリスを拠点としたチームがいくつかあった。ミネアポリス・レイカーズはNBA初期の1950年代を代表する強豪であり、ジョージ・マイカンを中心に5度の優勝を果たしたが、1960年にロサンゼルスへ移転した。1960年代末にはABAのミネソタ・マスキーズとミネソタ・パイパーズがそれぞれ1年間存在したが、以降ミネソタ州にプロバスケットボールチームはなかった。
1980年代に入って以降NBAは好調に業績を伸ばし、リーグ拡張の気運が生まれていた。その結果80年代末には4チームがNBAに加入し、ウルブズもその一つだった。
この時期、かつてミネアポリス・レイカーズで活躍したジョージ・マイカンを中心とした団体が、当時売却される可能性があったNBAのいくつかのチームにミネアポリス移転を働きかけたが実現しなかった。一方で地元の実業家らがミネアポリス地区にプロバスケットボールチームを設立する動きを見せ始めた。両者の協力により1988年にはミネソタ・ティンバーウルブズ結成の運びとなり、翌年よりNBAのチームとして活動を開始した。「ティンバーウルブズ」の名は投票により選ばれた。
初期のウルブズではトニー・キャンベル、タイロン・コービン、アイザイア・ライダー、クリスチャン・レイトナーなどが活躍したが、1990年代末まで勝率が5割に達せずほとんどのシーズンで30勝以下であり、20勝に満たないシーズンも二度あった。

### 1990年代

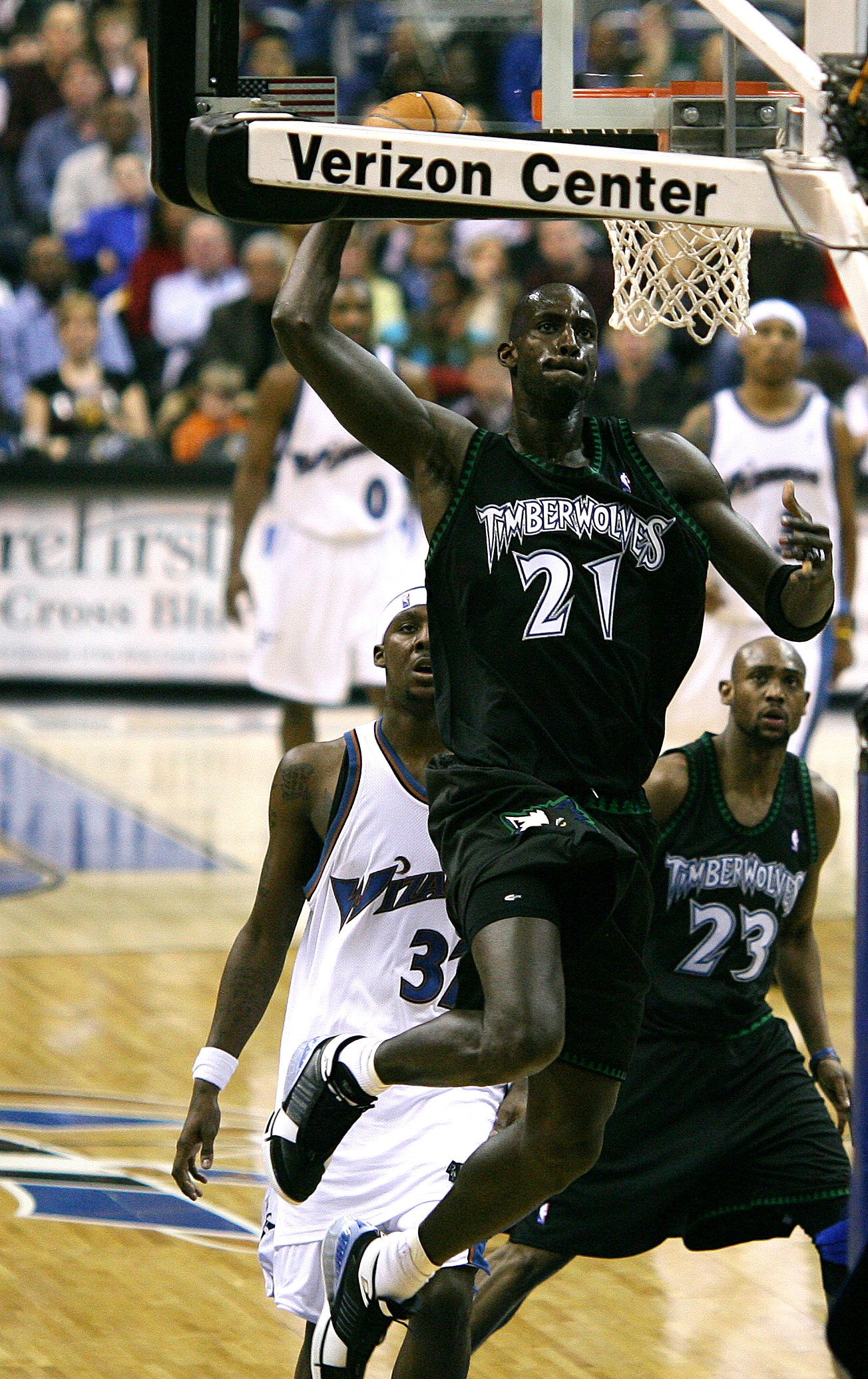
ケビン・ガーネット#21

1994年に地元ミネソタ出身のケビン・マクヘイルがフロント入りし、翌年実質的なジェネラルマネージャーの職に就いた。マクヘイルは1995年のNBAドラフトでケビン・ガーネットを指名し、フリップ・ソーンダーズをHCに据えた。高卒選手だったガーネットは徐々に成長し、リーグを代表する選手になった。1995年にドニエル・マーシャルと交換でトム・ググリオッタを獲得し、1996年にはステフォン・マーブリーが入団、ガーネットとともにチームを牽引したが、1998年にググリオッタがフリーエージェントとなりチームを離れると、ガーネットがチームと結んだ高額年俸の影響もあり、1999年にはマーブリーもトレードでチームを去った。
以降のウルブズはテレル・ブランドン、ウォーリー・ザービアックなどの好選手を迎えたが、ガーネットの年俸が高額なためにスター選手を集められないという批判が続いた。また2000年には、1999年夏にジョー・スミスと結んだ契約がサラリーキャップ規定に反していたことが発覚し、5年間ドラフト1巡目指名権を剥奪と350万ドルの罰金処分を受けた(2003年と2005年は獲得が認められた)、マリック・シーリーが交通事故で他界するという不幸があった。
1997年にウルブズは初めてプレーオフに出場したが、以降7シーズンに渡りプレーオフ1回戦で敗退を続けた。

### 2000年代
2003-04シーズン、ブランドン、ジョー・スミスらを放出し、サム・キャセール、ラトレル・スプリーウェルらをトレードで獲得。地区首位の58勝24敗と躍進しガーネットはMVPを受賞、初めてプレーオフ1回戦を突破、地区決勝まで進出したが、そこでロサンゼルス・レイカーズに敗れた。翌シーズン以降のウルブズはレギュラーシーズン成績も低下し、プレーオフ出場を逃している。
低迷が続いたウルブズは2007年についにガーネットをトレードに出し、ヘッドコーチに長らくアシスタントを務めてきたランディ・ウィットマンを就け、チーム再編の時期に入った。ガーネットの後継者としてアル・ジェファーソンに期待が掛かっていたが、2009-10シーズン後にユタ・ジャズへとトレードで去ったため、新たなチーム再編を強いられていた。2006年にドラフト1巡目7位で獲得したランディ・フォイ、2007年1巡目7位のコーリー・ブリューワー、2008年に1巡目5位で獲得したケビン・ラブ、2009年1巡目6位のジョニー・フリンと低迷期の財産である連続するドラフト上位指名権を活用した補強の効果を出すにも時間を要し、ヘッドコーチをカート・ランビスへと変えたところで急速には上向かず、2009-2010シーズンは1991-1992シーズン以来18年ぶりに15勝67敗と言う惨憺たる成績へと落ち込んでいった。

### 2010年代
2010-2011シーズンも60敗以上のシーズンとなり出口は見えなかった。
2011-12シーズン、ベテランコーチのリック・アデルマンを迎え、2009年のNBAドラフト1順目5位のリッキー・ルビオ加入の効果が出て26勝40敗まで持ち直し、2012-13シーズンは、アンドレイ・キリレンコらを補強し、31勝51敗と僅かずつではあるが勝率を上げていった。2013-14シーズンは、ニコラ・ペコビッチの成長もあり40勝42敗と勝ち越しまであと僅かに迫ったが、強豪犇めくウェストではプレーオフへの道は遠かった。
2014年、アデルマンの引退に伴い、5月3日、かつてヘッドコーチを務めていたフリップ・ソーンダーズがウルブズの球団社長に就任し、6月5日ヘッドコーチに就任した。
ウルブズは、チームの戦略に不満を訴えていたエースのケビン・ラブに別れを告げる決断を下した。2014年8月23日、ウルブズはクリーブランド・キャバリアーズ、フィラデルフィア・セブンティシクサーズを交えた三角トレードを行い、ラブをキャブスに、ルック・ンバ・ア・モウテらをシクサーズに放出し、サデウス・ヤングをシクサーズから、更にキャブスから2013年のNBAドラフト1位のアンソニー・ベネットと、2014年のNBAドラフトで、キャブスが1位指名したばかりのアンドリュー・ウィギンスを獲得。チームの命運をウィギンスに託すことになった。しかしウィギンスの奮闘も実らず、2014-15シーズンはリーグワーストの16勝66敗で終了した。

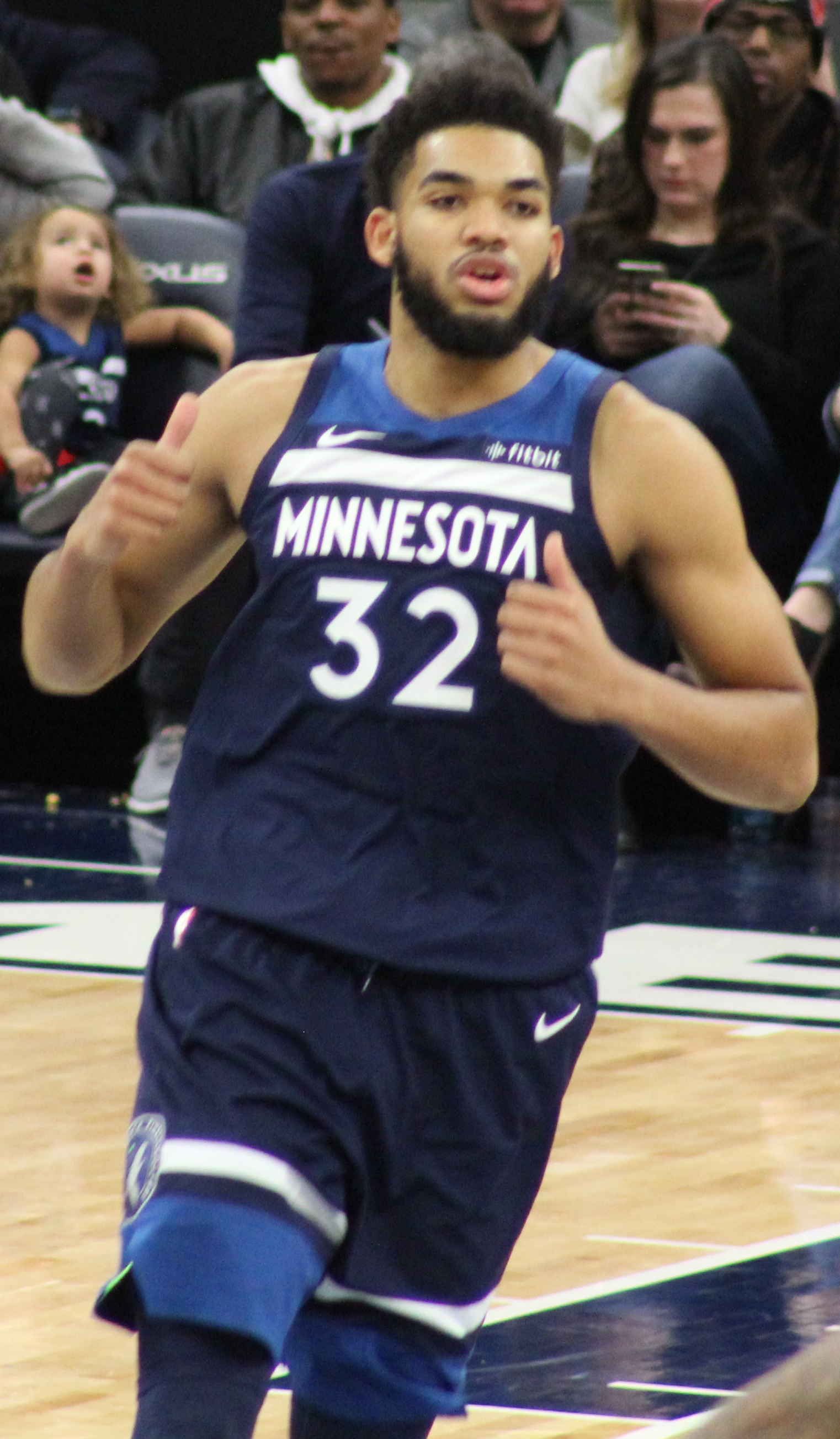
カール＝アンソニー・タウンズ

2015年のNBAドラフトで全体1位指名権を得たウルブズは、ケンタッキー大学のカール＝アンソニー・タウンズを指名。これにウィギンス、ザック・ラヴィーンなどを加えた有望株が揃い踏みし、大きな期待が寄せられていた。ところがシーズン開幕直前、ウルブズの発展に尽力してきたフリップ・ソーンダーズ球団社長兼HCが他界するという事態に遭遇してしまう。悲しみを乗り越え再出発を図ったウルブズだったが、急遽暫定HCに昇格したサム・ミッチェルは、若きタレント陣を纏めることが出来ず、29勝53敗に終わり、ミッチェルはシーズン終了後に解任。一方でタウンズは新人王を受賞するなど、光明も見出だした。
新ヘッドコーチにトム・シボドーを招聘して挑んだ2016-17シーズンだったが、シボドーの戦術が浸透せず、更にシーズン中盤にザック・ラビーンを負傷で失うというアクシデントもあり、31勝51敗で終了。そこでシーズンオフには大改革を敢行。2017年のNBAドラフト開催日にラヴィーンをシカゴ・ブルズに放出しジミー・バトラーを獲得。更にリッキー・ルビオも放出しタージ・ギブソン、ジェフ・ティーグ、ジャマール・クロフォードといったベテランを獲得。またアンドリュー・ウィギンズとも大型契約で契約を延長するなど、メンバーを一新してプレーオフ出場を目指すことになった。
2017-18シーズンは途中、ジミー・バトラーが膝の怪我により離脱するという不運に見舞われるも、シーズン終盤の4月には復帰、レギュラーシーズン最終戦には、デンバー・ナゲッツとプレーオフ進出の最後の座を懸けた直接対決に勝利し47勝35敗で2004年以来14シーズンぶりのプレーオフ進出を決めた。プレーオフでは、リーグ勝率1位のヒューストン・ロケッツ相手に1勝4敗で1回戦敗退となった。
2018-19シーズン序盤、オフにトレードを要求していたバトラーをフィラデルフィア・セブンティシクサーズに放出。チームも調子を落とし、36勝46敗でプレーオフ出場を逃した。
2019-20シーズンは開幕から低迷し、大型契約を結びながら伸び悩んでいたウィギンスをトレード期限直前にゴールデンステート・ウォリアーズへ放出し、大学時代からタウンズの親友であったディアンジェロ・ラッセルを獲得。タウンズとラッセルの新たなデュオを中心に再建を進めていくこととなった。

### 2020年代
2020-21シーズンにはNBAドラフト全体一位指名でアンソニー・エドワーズを指名した。2022-23シーズンにはユタ・ジャズとのトレードで三度の最優秀守備選手賞に輝いているルディ・ゴベアを獲得し、2023-24シーズンにはメンフィス・グリズリーズなどで活躍したマイク・コンリーを獲得しウェスタン・カンファレンス3位に好成績でレギュラーシーズンを終了し、アンソニー・エドワーズとカール=アンソニー・ダウンズは2023-24シーズンのオールスターに選出されルディ・ゴベアは自身四度目の最優秀守備選手賞に選ばれディケンベ・ムトンボ、ベン・ウォーレスと並び歴代最多となりナズ・リードがシックスマン賞、マイク・コンリーがチームメイト・オブ・ザ・イヤーに選ばれた。2003-04シーズン以来のカンファレンスファイナルまで進出したが、ダラスに敗れて初のファイナル進出はならなかった。

## シーズンごとの成績
Note: 勝 = 勝利数, 敗 = 敗戦数, % = 勝率 
| シーズン                     | 勝    | 敗    | %    | プレーオフ                                                | 結果                                                                     |
| ---------------------------- | ----- | ----- | ---- | --------------------------------------------------------- | ------------------------------------------------------------------------ |
| ミネソタ・ティンバーウルブズ |       |       |      |                                                           |                                                                          |
| 1989-90                      | 22    | 60    | .268 |                                                           |                                                                          |
| 1990-91                      | 29    | 53    | .354 |                                                           |                                                                          |
| 1991-92                      | 15    | 67    | .183 |                                                           |                                                                          |
| 1992-93                      | 19    | 63    | .232 |                                                           |                                                                          |
| 1993-94                      | 20    | 62    | .244 |                                                           |                                                                          |
| 1994-95                      | 21    | 61    | .256 |                                                           |                                                                          |
| 1995-96                      | 26    | 56    | .317 |                                                           |                                                                          |
| 1996-97                      | 40    | 42    | .488 | 1回戦敗退                                                 | ロケッツ 3, ウルブズ 0                                                   |
| 1997-98                      | 45    | 37    | .549 | 1回戦敗退                                                 | スーパーソニックス 3, ウルブズ 2                                         |
| 1998-99                      | 25    | 25    | .500 | 1回戦敗退                                                 | スパーズ 3, ウルブズ 1                                                   |
| 1999-2000                    | 50    | 32    | .610 | 1回戦敗退                                                 | ブレイザーズ 3, ウルブズ 1                                               |
| 2000-01                      | 47    | 35    | .573 | 1回戦敗退                                                 | スパーズ 3, ウルブズ 1                                                   |
| 2001-02                      | 50    | 32    | .610 | 1回戦敗退                                                 | マーベリックス 3, ウルブズ 0                                             |
| 2002-03                      | 51    | 31    | .622 | 1回戦敗退                                                 | レイカーズ 4, ウルブズ 2                                                 |
| 2003-04                      | 58    | 24    | .707 | 1回戦勝利 カンファレンス準決勝勝利 カンファレンス決勝敗退 | ウルブズ 4, ナゲッツ 1 ウルブズ 4, キングス 3 レイカーズ 4, ウルブズ 2   |
| 2004-05                      | 44    | 38    | .537 |                                                           |                                                                          |
| 2005-06                      | 33    | 49    | .402 |                                                           |                                                                          |
| 2006-07                      | 32    | 50    | .390 |                                                           |                                                                          |
| 2007-08                      | 22    | 60    | .268 |                                                           |                                                                          |
| 2008-09                      | 24    | 58    | .293 |                                                           |                                                                          |
| 2009-10                      | 15    | 67    | .183 |                                                           |                                                                          |
| 2010-11                      | 17    | 65    | .207 |                                                           |                                                                          |
| 2011-12                      | 26    | 40    | .394 |                                                           |                                                                          |
| 2012-13                      | 31    | 51    | .378 |                                                           |                                                                          |
| 2013-14                      | 40    | 42    | .488 |                                                           |                                                                          |
| 2014-15                      | 16    | 66    | .195 |                                                           |                                                                          |
| 2015-16                      | 29    | 53    | .354 |                                                           |                                                                          |
| 2016–17                      | 31    | 51    | .378 |                                                           |                                                                          |
| 2017–18                      | 47    | 35    | .573 | 1回戦敗退                                                 | ロケッツ 4, ウルブズ 1                                                   |
| 2018–19                      | 36    | 46    | .439 |                                                           |                                                                          |
| 2019–20                      | 19    | 45    | .297 |                                                           |                                                                          |
| 2020–21                      | 23    | 49    | .319 |                                                           |                                                                          |
| 2021–22                      | 46    | 36    | .561 | 1回戦敗退                                                 | グリズリーズ 4, ウルブズ 2                                               |
| 2022–23                      | 42    | 40    | .512 | 1回戦敗退                                                 | ナゲッツ 4, ウルブズ 1                                                   |
| 2023–24                      | 56    | 26    | .683 | 1回戦勝利 カンファレンス準決勝勝利 カンファレンス決勝敗退 | ウルブズ 4, サンズ 0 ウルブズ 4, ナゲッツ 3 マーベリックス 4, ウルブズ 1 |
| 通算勝敗                     | 1,147 | 1,647 | .411 |                                                           |                                                                          |
| プレイオフ                   | 30    | 49    | .380 |                                                           |                                                                          |

## 主な選手

### 保有するドラフト交渉権
ティンバーウルブズは、NBA以外のリーグでプレーしている以下の未契約ドラフト指名選手の交渉権を保有している。ドラフトで指名された選手（海外出身の選手または大学選手で、ドラフトで指名したチームと契約していない選手）は、NBA以外のどのチームとでも契約することが認められており、この場合、そのチームは、その選手のNBA以外のチームとの契約が終了してから1年後まで、その選手のNBAでの交渉権を保持することになる。このリストには、他球団とのトレードで獲得した交渉権も含まれている。
| ドラフト年 | 巡目 | 指名順 | 選手               | ポジション | 国籍     | 現所属チーム              | 注釈 | 参照   |
| ---------- | ---- | ------ | ------------------ | ---------- | -------- | ------------------------- | ---- | ------ |
| 2022       | 2    | 50     | マテオ・スパグノロ | G          | イタリア | アルバ・ベルリン (ドイツ) |      | [ 12 ] |

### 年代別主要選手
太文字…殿堂入り選手 (C)…優勝時に在籍した選手 (M)…在籍時にMVPを獲得した選手 (50)…偉大な50人 (75)…偉大な75人
| 1980年代 - タイロン・コービン (Tyrone Corbin) : 1989-1991 - プー・リチャードソン (Pooh Richardson) : 1989-1992 - ダグ・ウェスト (Doug West) : 1989-1998 - サム・ミッチェル (Sam Mitchell) : 1989-1992, 1995-2002 - トニー・キャンベル (Tony Campbell) : 1989-1992 1990年代 (プレイオフ進出 : 3回) - フェルトン・スペンサー (Felton Spencer) : 1990-1993 - クリスチャン・レイトナー (Christian Laettner) : 1992-1996 - マイケル・ウィリアムズ (Micheal Williams) : 1992-1998 - チャック・パーソン (Chuck Person) : 1992-1994 - アイザイア・ライダー (Isiah Rider) : 1993-1996 - トム・ググリオッタ (Tom Gugliotta) : 1995-1998 - ケビン・ガーネット (Kevin Garnett) : 1995-2007, 2015-2016 (M)(75) - テリー・ポーター (Terry Porter) : 1995-1998 - ステフォン・マーブリー (Stephon Marbury) : 1996-1999 - ディーン・ギャレット (Dean Garrett) : 1996-1997, 1999-2002 - アンソニー・ピーラー (Anthony Peeler) : 1998-2003 - ジョー・スミス (Jo Smith) : 1999-2000, 2001-2003 - マリーク・シーリー (Malik Sealy) : 1998-2000 - テレル・ブランドン (Terrell Brandon) : 1999-2003 - ウォーリー・ザービアック (Wally Szczerbiak) : 1999-2006 - ラーショ・ネステロビッチ (Rašo Nesterovič) : 1999-2003 2000年代 (プレイオフ進出 : 5回) - チャウンシー・ビラップス (Chauncey Billups) : 2000-2002 - トロイ・ハドソン (Troy Hudson) : 2002-2007 - サム・キャセール (Sam Cassel) : 2003-2005 - ラトレル・スプリーウェル (Latrell Sprewell) : 2003-2005 - フレッド・ホイバーグ (Fred Hoiberg) : 2003-2005 - トレントン・ハッセル (Trenton Hassell) : 2003-2007 - リッキー・デイビス (Ricky Davis) : 2006-2007 - ランディ・フォイ (Randy Foye) : 2006-2009 - クレイグ・スミス (Craig Smith) : 2006-2009 - コーリー・ブリューワー (Corey Brewer) : 2007-2011, 2013-2014 - アル・ジェファーソン (Al Jefferson) : 2007-2010 - セバスチャン・テルフェア (Sebastian Telfair) : 2007-2009, 2010-2011 - ライアン・ゴメス (Ryan Gomes) : 2007-2010 - ケビン・ラブ (Kevin Love) : 2008-2014 - ジョニー・フリン (Jonny Flynn) : 2009-2011 | 2010年代 (プレイオフ進出 : 1回) - ニコラ・ペコビッチ (Nikola Peković) : 2010-2017 - ウェズリー・ジョンソン (Wesley Johnson) : 2010-2012 - マイケル・ビーズリー (Michael Beasley) : 2010-2012 - ルーク・リドナー (Luke Ridnour) : 2010-2013 - リッキー・ルビオ (Ricky Rubio) : 2011-2017, 2020-2021 - デリック・ウィリアムズ (Derrick Williams) : 2011-2013 - J・J・バレア (J. J. Barea) : 2011-2014 - アンドレイ・キリレンコ (Andrei Kirilenko) : 2012-2013 - シャバズ・ムハンマド (Shabazz Muhammad) : 2013-2018 - ゴーギー・ジェン (Gorgui Dieng) : 2013-2020 - ケビン・マーティン (Kevin Martin) : 2013-2016 - アンドリュー・ウィギンズ (Andrew Wiggins) : 2014-2020 - ザック・ラビーン (Zach LaVine) : 2014-2017 - カール＝アンソニー・タウンズ (Karl-Anthony Towns) : 2015-2024 - タイアス・ジョーンズ (Tyus Jones) : 2015-2019 - ジミー・バトラー (Jimmy Butler) : 2017-2018 - ジェフ・ティーグ (Jeff Teague) : 2017-2020 - タージ・ギブソン (Taj Gibson) : 2017-2019 - ジャマール・クロフォード (Jamal Crawford) : 2017-2018 - デリック・ローズ (Derrick Rose) : 2018-2019 - ジョシュ・オコーギー (Josh Okogie) : 2018-2022 - ナズ・リード (Naz Reid) : 2019- - ジョーダン・マクラフリン (Jordan McLaughlin) : 2019-2024 2020年代 (プレイオフ進出 : 3回) - ディアンジェロ・ラッセル (D'Angelo Russell) : 2020-2023 - アンソニー・エドワーズ (Anthony Edwards) : 2020- - ジェイデン・マクダニエルズ (Jaden McDaniels) : 2020- - パトリック・べバリー (Patrick Beverley) : 2021-2022 - ルディ・ゴベア (Rudy Gobert) : 2022- - カイル・アンダーソン (Kyle Anderson) : 2022-2024 - マイク・コンリー (Mike Conley) : 2023- - ダンテ・ディヴィンチェンゾ (Donte DiVincenzo) : 2024- - ジュリアス・ランドル (Julius Randle) : 2024- |

## 栄誉

### 永久欠番
| ミネソタ・ティンバーウルブズ永久欠番 | ミネソタ・ティンバーウルブズ永久欠番 | ミネソタ・ティンバーウルブズ永久欠番 | ミネソタ・ティンバーウルブズ永久欠番 | ミネソタ・ティンバーウルブズ永久欠番 |
| No.                                  | 選手                                 | ポジション                           | 在籍期間                             | 式典日                               |
| ------------------------------------ | ------------------------------------ | ------------------------------------ | ------------------------------------ | ------------------------------------ |
| 2                                    | マリーク・シーリー                   | F                                    | 1998–2000 1                          | 2000年11月4日                        |
| FLIP                                 | フリップ・ソーンダーズ               | ヘッドコーチ                         | 1995–2005 2014–2015                  | 2018年2月15日                        |

注釈
- 1 1999-00シーズン終了後、シーリーは飲酒運転による自動車事故に巻き込まれ他界し、その後に永久欠番となった。
- 2022年8月11日に、NBAはビル・ラッセルの背番号「6」を全チームの永久欠番とした[13][14]。

### 殿堂入り
| ミネソタ・ティンバーウルブズ殿堂入り | ミネソタ・ティンバーウルブズ殿堂入り | ミネソタ・ティンバーウルブズ殿堂入り | ミネソタ・ティンバーウルブズ殿堂入り | ミネソタ・ティンバーウルブズ殿堂入り |
| 選手                                 | 選手                                 | 選手                                 | 選手                                 | 選手                                 |
| No.                                  | 名前                                 | ポジション                           | 在籍期間                             | 殿堂入り                             |
| ------------------------------------ | ------------------------------------ | ------------------------------------ | ------------------------------------ | ------------------------------------ |
| 21                                   | ケビン・ガーネット                   | F/C                                  | 1995–2007 2015–2016                  | 2020                                 |
| 4                                    | チャウンシー・ビラップス             | G                                    | 2000–2002                            | 2024                                 |
| コーチ                               |                                      |                                      |                                      |                                      |
| 名前                                 | 名前                                 | 役職                                 | 在籍期間                             | 殿堂入り年                           |
| リック・アデルマン                   | リック・アデルマン                   | ヘッドコーチ                         | 2011–2014                            | 2021                                 |

## コーチ、その他

### 歴代ヘッドコーチ
- ビル・マッセルマン (Bill Musselman) (1989-90/1990-91)
- ジミー・ロジャース (Jimmy Rodgers) (1991-92/1992-93)
- シドニー・ロウ (Sidney Lowe) (1992-93/1993-94)
- ビル・ブレアー (Bill Blair) (1994-95/1995-96)
- フリップ・サウンダース (Flip Saunders) (1995-96/2004-05)
- ケビン・マクヘイル (Kevin McHale) (2004-05)
- ドウェイン・ケイシー (Dwane Casey) (2005-06/2006-07)
- ランディ・ウィットマン (Randy Wittman) (2006-07/2007-08)
- ケビン・マクヘイル (Kevin McHale) (2008-09)
- カート・ランビス(Kurt Rambis) (2009-11)
- リック・アデルマン(Rick Adelman) (2012-14)
- フリップ・ソーンダーズ(Flip Saunders)

 日本での公式戦 
1999年11月に、サクラメント・キングスと共に来日し東京ドームで開幕2試合を行なった。この時ジェイソン・ウィリアムスを擁するキングスの方が人気があり、1試合ずつのホームゲーム扱いだったが2試合ともキングスを応援するファンの方が多かった。しかし、試合ではエースのガーネットが、第1戦で31得点17リバウンド、第2戦、43得点12リバウンドと活躍し（ともに試合最多）、1勝1敗のタイにした。

## チーム記録
ミネソタ・ティンバーウルブズのチーム記録